# Ховинен, Нико
Ни́ко Хо́винен (фин. Niko Hovinen; род. 16 марта 1988, Хельсинки) — финский хоккеист, вратарь. Чемпион мира 2011 года в составе сборной Финляндии. Брат хоккеистов Рами Ховинена (род. 1985) и Миро Ховинена (род. 1992).

## Карьера
В сезоне 2005/2006 он провёл один матч в форме «Йокерита» на скамейке запасных, но на льду так и не появился. Полноценный дебют во взрослом хоккее пришёлся на 23 ноября 2006 г. — Нико сыграл полный матч в чемпионате СМ-Лиги против «СайПы», пропустил четыре гола и вновь был отправлен в молодёжную команду.
Летом 2006 года Ховинена на драфте НХЛ в пятом раунде под общим 132-м номером выбрал клуб «Миннесота Уайлд».
Сезон 2007/2008 Нико провёл за спиной более опытных голкиперов Юсси Маркканена и Йони Пуурулы, сыграл лишь в 4 матчах регулярного чемпионата и в межсезонье решил сменить клуб. Начиная с 2008 г. он выступает за «Пеликанс», и если в первые два года Ховинен играл не так много (21 и 18 матч соответственно), то в 2010/2011 он стал безоговорочным первым номером своей команды, сыграл 49 матчей с неплохим процентом отраженных бросков и, как следствие, был приглашен в национальную сборную Финляндии на чемпионат мира в Словакии, где не сыграл и минуты, однако наравне с остальными членами сборной получил золотую медаль чемпиона мира.
17 мая 2011 г. Нико подписал двухлетний контракт новичка с клубом НХЛ «Филадельфия Флайерз», однако по договоренности с руководством клуба сезон 2011/2012 он проведёт в составе «Пеликанс».
С мая 2013 года игрок клуба КХЛ «Металлург» (Новокузнецк).
с 22 ноября 2013 года игрок клуба КХЛ «Адмирал» (Владивосток).

## Статистика

### Клубная карьера
- a В «Плей-офф» учитывается статистика игрока в Плей-аут.
- b В «Плей-офф» учитывается статистика игрока совместно с Квалификационным турниром.

## Достижения

### Командные
SM-liiga
| Год  | Команда  | Достижение                                              | Достижение |
| ---- | -------- | ------------------------------------------------------- | ---------- |
| 2007 | Йокерит  | Серебряный призёр чемпионата Финляндии (2)              |            |
| 2012 | Пеликанс | Серебряный призёр чемпионата Финляндии (2)              |            |
| 2023 | Таппара  | Чемпион Финляндии и Победитель Хоккейной Лиги чемпионов |            |

Швеция
| Год  | Команда        | Достижение                  | Достижение |
| ---- | -------------- | --------------------------- | ---------- |
| 2015 | Мальмё Редхокс | Выход в SHL из Аллсвенскана |            |

Международные
| Год  | Команда   | Достижение   | Достижение |
| ---- | --------- | ------------ | ---------- |
| 2011 | Финляндия | Чемпион мира |            |